# Pocerski Pričinović
Pocerski Pričinović (cyr. Поцерски Причиновић) – wieś w Serbii, w okręgu maczwańskim, w mieście Šabac. W 2011 roku liczyła 6465 mieszkańców.